# Václav Kouba
JUDr. Václav Kouba (4. června 1964, Praha – 13. února 2011) byl notář v Praze a v letech 2002 až 2010 prezident Notářské komory pro hlavní město Prahu. Po absolvování gymnázia v Praze vystudoval v letech 1982 až 1986 právo na Právnické fakultě Univerzity Karlovy v Praze. Od roku 1986 byl notářským čekatelem, jehož zaměstnavatelem byl Městský soud v Praze, a v roce 1989 byl jmenován státním notářem. Po obnovení soukromého notářství se stal notářem v obvodu Obvodního soudu pro Prahu 4. Od založení časopisu Ad notam, do něhož přispíval články týkajícími se různých agend notářské činnosti, až do své smrti byl také členem jeho redakční rady. Mezi svými přáteli byl znám i jako milovník a sběratel automobilových veteránů, zejména značky Tatra. Poslední rozloučení s JUDr. Václavem Koubou se uskutečnilo 18. února 2011 v Ústřední obřadní síni v Praze na Olšanských hřbitovech.

## Dílo
- Exekuční vykonatelnost notářského zápisu, Ad notam 1/1995
- Úvaha nad obnovením institutu pozůstalosti, Ad notam 4/1995
- K ocenění obchodního podílu v dědictví, Ad notam 2/1996
- Úvaha nad některými instituty dědického řízení a dědického práva, Ad notam 4/2000
- Ustanovení notářského řádu upravující úschovu peněz u notáře je třeba novelizovat, Ad notam 1/2001
- Může být notář strážcem zákonnosti?, Ad notam 3/2001
- Je dán právní důvod projednání kovových slitků v dědickém řízení?, Ad notam 2/2002
- Zákonný rámec pokračování v notářském zápise, Ad notam 5/2002
- Zamyšlení nad postupem Střediska cenných papírů v dědickém řízení, Ad notam 3/2003
- České notářství vždy odráželo svoji dobu, Ad notam 5/2004
- Notářská komora pro hlavní město Prahu, Ad notam 6/2004
- Instituty dědického práva a dědického řízení, Ad notam 5/2005
- Notářský zápis o rozhodnutí orgánu neexistující osoby, Ad notam 1/2006
- Ještě jednou k lichvářským úrokům, Ad notam 5/2007
- Vysvětlení čtenářům, Ad notam 4/2008
- Garance za notářské úschovy, Ad notam 6/2008
- Ještě jednou k notářským zápisům se svolením k vykonatelnosti, Ad notam 6/2009